# Rašljeva
Rašljeva je naseljeno mjesto u sastavu općine Gračanica, Federacija Bosne i Hercegovine, BiH.

## Naselja
Mjesna zajednica Rašljeva uključuje i naselja Osmanovići, Omerbašići, Brdo, Mehići i Mahala na površini od ukupno 7232 km2.

## Povijest
Dom kulture Rašljeva s izgradnjom je započeo 1989. godine, a radovi su se nastavili 2010. godine. Do 2022. godine dom još nije bio izgrađen.
Mjesto je došlo u fokus javnost u Bosni i Hercegovini i regiji nakon monstruoznog pokušaja ubojstva psa u studenome 2020. godine, kada je mještanin Sanel Mujačić na glavnoj ulici u selu traktorom pregazio ženku haskija. Na snimci koja je objavljena, vidljivo je kako pas bježi ispred traktora, a Sanel Mujačić koji je upravljao njime bezobzirno je povećavao brzinu i namjerno gazio životinju. Nakon tog okrutnog čina pobjegao je, a životinja je ostala ležati bespomoćno na putu. Nakon toga se i vratio te nesretnu životinju koja je nepomično ležala odveo u štalu na svom imanju i zaključao. Kada su ljudi došli da je spase zabranio je prilaz, međutim, reagirala je i policija i psu je pružena potrebna pomoć. Pas je zahvaljujući udruzi za zaštitu životinja iz Sarajeva i veterinaru iz Gračanice uspio preživjeti.

## Stanovništvo
| Rašljeva           |               |               |               |
| godina popisa      | 1991.         | 1981.         | 1971.         |
| Muslimani          | 742 (97,88 %) | 852 (99,41 %) | 964 (99,07 %) |
| Srbi               | 0             | 0             | 1 (0,10 %)    |
| Hrvati             | 0             | 0             | 0             |
| Jugoslaveni        | 12 (1,58 %)   | 4 (0,46 %)    | 1 (0,10 %)    |
| ostali i nepoznato | 4 (0,52 %)    | 1 (0,11 %)    | 7 (0,71 %)    |
| ukupno             | 758           | 857           | 973           |

## Šport
Od 1969. održava se Turnir u malom nogometu Rašljeva.

## Vanjske poveznice
- Knjiga: "Nacionalni sastav stanovništva - Rezultati za Republiku po opštinama i naseljenim mjestima 1991.", statistički bilten br. 234, Izdanje Državnog zavoda za statistiku Republike Bosne i Hercegovine, Sarajevo.
- internet - izvor, "Popis po mjesnim zajednicama" - http://www.fzs.ba/wp-content/uploads/2016/06/nacion-po-mjesnim.pdf